# Diamond DA42
Diamond DA42 Twin Star — чотиримісний дводвигуновий літак для приватного використання. Дуже часто використовується як авіатаксі. Так само використовується як літак для аерофото- і відеозйомки, аеророзвідка (модель DA42 MPP). Корпус літака виконаний з вуглецевих композитних матеріалів. Перший літак з дизельними двигунами, що зробив безпосадочний політ уздовж Північної Атлантики (із Канади в Португалію) протягом 28 годин з середньою витратою палива 11,2 галони на годину. Літак отримав сертифікат в травні 2004 року.
Ігор Сирий (Метінвест Ахметова) мав Diamond DA 42 NG.

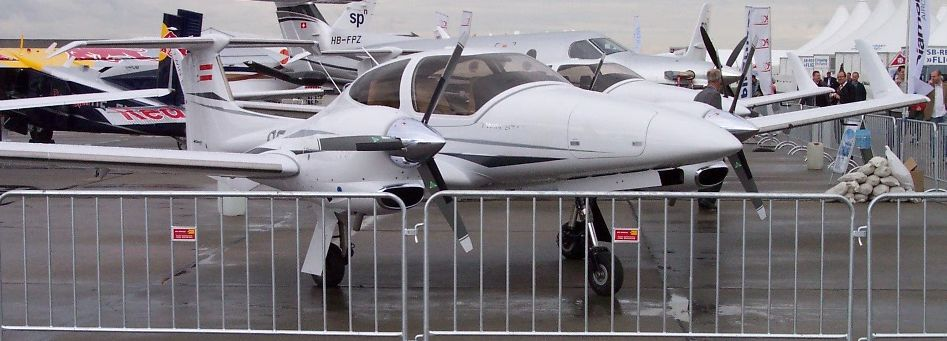
Diamond DA 42 Twin Star

## Характеристики
- Двигуни: 2-двигунний. Можливі 3 варіанти комплектації:
  - 2 дизельних двигуни TAE[en] Centurion 2.0 Turbo Diesel[en] по 135 к.с. кожен (модифікація DA42 TDI)
  - 2 турбодизеля Austro Engine[en] AE 300 по 168 к.с. (модифікація DA42 NG)
  - 2 бензинових двигуни Lycoming I0-360 по 180 к.с. (модифікація DA42 L360)
- Число місць: на 4 чоловіка: 1 пілот і 3 пасажира (або 2 пілота і 2 пасажира)

### Розміри
- - довжина: 8,56 м
  - висота: 2,49 м
  - розмах крила: 13,55 м

### Маса і навантаження
- Маса порожнього літака: 1 251 кг
- Корисне навантаження: 532 кг
- Максимальна злітна маса: 1 783 кг

### Льотні дані
- Крейсерська швидкість: 365 км/год (227 миль/год, 197 вузлів)
- Дальність польоту: 2250 км (1400 миль, 1210 миль)
- Практична стеля: 5 486 м (18 000 футів)
- Швидкість підйому: 7,9 м/с (1280 фут/хв)

## На озброєнні
- Вірменія
- Росія — з 2017 року на Уральському заводі цивільної авіації здійснюється збірка із машинокомплектів учбово-тренувальних літаків Diamond DA42Т[3] по контракту на постачання Міністерству оборони Росії 35 машин для використання в якості учбово-тренувальних літаків для підготовки курсантів військово-транспортної авіації[4].
- Таїланд[5]
- Туркменістан[6] — 5 DA-42 знаходяться на озброєнні прикордонних військ
- Україна — у грудні 2010 року три патрульних літаки Diamond DA 42М-NG були закуплені в Австрії для державної прикордонної служби України[7], у грудні 2015 року ДПСУ передали ще два DA42 (раніше використовувалися Кіровоградською льотною академією Національного авіаційного університету)[8]. В Харкові розташований офіційний дистрибьютор Diamond Aircraft Industries — авіаційний центр «Rotor Aero», котрий в тому числі проводить навчання курсантів на літаках DA 42.